# اوراشاتس (پرییپویه)
اوراشاتس (به صربی: Orašac) یک منطقهٔ مسکونی در صربستان است که در پریژپولجه واقع شده‌است. اوراشاتس ۲۰۴ نفر جمعیت دارد.